# José Brazilício de Souza
José Brazilício de Souza (Goiana, 9 de janeiro de 1854 — Florianópolis, 30 de março de 1910) foi um maestro, pianista, violinista,  professor de geografia e compositor brasileiro. Musicou o poema escrito por seu colega, o jornalista, poeta, dramaturgo e romancista carioca Horácio Nunes Pires, para compor o Hino do estado de Santa Catarina.

## Biografia
Filho único do Capitão Reformado José Manuel de Sousa Sobrinho (1817 - 1895) e Rita Inácia de Almeida Sousa (1817 - 1899). Neto, pelo lado paterno, do Major Jacinto Mateus de Sousa e de Maria Antônia de Carvalho, ambos naturais de Desterro.
Nasceu em Pernambuco, mas passou sua infância na então cidade de Desterro, atual Florianópolis. Desde criança, foi dedicado para estudar música, deixando uma grande bagagem de músicas por ele compostas, da maior variedade de gêneros musicais. 
| “                                                                                    | Jamais vi um compositor esbanjar tanta técnica num simples hino | ” |
| — Maestro Francisco Braga, autor do Hino da Bandeira, sobre o Hino de Santa Catarina |                                                                 |   |

Brasilício teve como professor Anfilóquio Nunes Pires, filho de Feliciano Nunes Pires. 
Além da música, tinha interesses pelo Volapük (antecessor do Esperanto como língua universal).  Suas correspondências com o professor Ludwig Zamponi da Universidade de Graz, na Áustria inspiraram o neto (Abelardo Sousa) autor d'O Sábio e o Idioma.
Casou-se com Maria Carolina Corcoroca e desta união nasceram 5 filhos. Destre os filhos, está o compositor Álvaro Sousa, pai do também músico e escritor Abelardo Sousa.
Morreu em Santa Catarina, em 30 de março de 1910, 5 dias após o falecimento da esposa.

## Representação na cultura
- Em Biguaçu (SC), encontra-se o grupo escolar José Brazilício de Souza, o qual abrigou o piano Pleyel entre 1932 e 1978. [1]
- Desde 1978, o piano fr:Pleyel faz parte do acervo do Museu Histórico de Santa Catarina, exposto no Palácio Cruz e Sousa. [1]
- Memória Musical Catarinense, disco da Camerata Florianópolis com obras de José Brazilício de Souza, Álvaro Sousa e Abelardo Sousa.
- Biografia animada de Brazilício. [4]